# 마법소녀 사이트
마법소녀 사이트(魔法少女サイト)는 사토 켄타로 일본의 만화 작품이다. 아키타 쇼텐의 챔피언 탭!에서 2013년 7월 18일부터 2017년 10월 5일까지 연재, 동년 10월 26일부터 주간 소년 챔피언에서 연재 중이다.

## 줄거리
어디서나 흔히 볼 수 있는 여중생이지만 사실은 학교에선 극심한 왕따와 학교폭력을 당하고 있고 집에서는 친오빠에게 스트레스 해소라는 명목으로 심한 학대를 받고 있는 아야. 학교든 집에서든 심한 괴롭힘을 당하고 있다. 의지할 곳이라고는 박스에 버려진 유기묘 뿐이다.
평소처럼 집에서 오빠한테 학대를 당하고 자살을 할까 하던 생각이 들 때 컴퓨터 화면에서 <마법소녀사이트>라는 관리인이 마법의 지팡이를 보냈다는 말을 하고는 사라진다. 다음날 학교를 가보니 신발보관함에 장난감 총이 있었다. 엎친데 덮친격으로 자신이 돌봐주던 유기묘가 전철에 치여 죽은 장면을 목격한다. 알고 보니 자신을 괴롭히는 집단이 벌인 짓인데 거기에 아야를 강간하려고 한다. 아야는 재빨리 도망치려고 했지만 결국 자신을 괴롭히는 아이들과 만나 버린다. 무서움을 느낀 아야는 관리인이 준 총을 생각하고 방아쇠를 당겨 버렸다.
아야는 그 일에 자기 탓이라면서 두려워하고 다음날 학교를 가니 시즈쿠메 사리나는 아야에게 입속에 커터칼을 들이대면서 협박 겸 추궁을 한다. 아야는 죽을 위기에 놓이게 되는데 그러던 도중 야츠무라가 자신의 스틱으로 시간을 멈추고 사리나의 목을 베고 커터칼을 손에 쥐어 자해로 위장한다. <야츠무라> 라고 하는 소녀는 아야에게 같은 마법소녀가 된 것을 환영하다면서 마법소녀 사이트와 더불어 템페스트에 대해 설명한다. 그리고 아야는 마법소녀가 된 것에 대한 또 다른 불행을 겪게 되는데...

## 캐스팅
| 배역            | 영어            |
| --------------- | --------------- |
| 아사기리 문     | 오노 유코       |
| 하치무라 츠유노 | 아카네야 히미카 |
| 암지, 코스메    | 니이가키 리사   |
| 조개섬, 에리카  | 키타무라 에리   |